# Рамешки
Рамешки (рус. Рамешки) насељено је место са административним статусом варошице (рус. посёлок городского типа) у европском делу Руске Федерације, на истоку Тверске области. Административно припада Рамешком рејону чији је уедјно и административни центар.
Према проценама националне статистичке службе, у вароши је 2014. живело 4.230 становника.

## Географија
Варошица је смештена у источном делу Тверске области недалеко од леве обале реке Медведице (леве притоке Волге). Налази се на око 64 километра северно од обласног центра, града Твера, на старом друму који повезује тај град са Бежецком.

## Историја
Иако је тачно порекло имена насеља непознато, верује се да оно потиче од речи раменье која означава густу шуму.
Први писани помен насеља под именом Раменки за које се верује да се односи на данашње насеље потиче из 1551. године, и односи се на декрет цара Ивана Грозног којим је поменуто село доделио на управу једном локалном манастиру.
Село је остало манастирским поседом све до 1764. године када је императорка Катарина Велика манастирску земљу вратила под власт државе. Према статистичким подацима из 1781. у насељу је живело тек 107 становника, углавном Руса. Назив Рамешка уместо Раменка први пут се почиње користити у службеним списима током XVIII века.
Почетком XIX века кроз насеље пролази део трговачког пута који је повезивао Твер са Бежецк. Године 1859. у селу је живело 385 житеља, а постојала је и црква.
Рејонским центром постаје 30. августа 1929. године након оснивања Рамешког рејона.
Године 1979. дотадашње село добија статус урбане вароши (рус. посёлок городского типа).

## Демографија
Према подацима са пописа становништва 2010. у вароши је живело 4.318 становника, док је према проценама за 2014. ту живело 4.230 становника или око трећина укупне популације припадајућег рејона.
| 1897. | 1959. | 1970. | 1979. | 1989. | 2002. | 2010. | 2014. |
| ----- | ----- | ----- | ----- | ----- | ----- | ----- | ----- |
| ---   | 1.499 | 2.255 | 3.476 | 4.390 | 4.246 | 4.318 | 4.230 |

Насеље је познато по мањинској заједници Карела који су чинили око трећину популације на попису 1989. године.